# Ойрасбург (Швабія)
Ойрасбург (нім. Eurasburg) — громада в Німеччині, знаходиться в землі Баварія. Підпорядковується адміністративному округу Швабія. Входить до складу району Айхах-Фрідберг. Складова частина об'єднання громад Дазінг.
Площа — 23,96 км2. Населення становить 1832 ос. (станом на 31 грудня 2020).